# 슬랜트
슬랜트는 대한민국의 하드코어 펑크 밴드이다. 2018년 결성된 이래 정규 음반 1집 (2021)을 발매한 바 있다.

## 역사
슬랜트는 2018년 데모 음반 Demo 2018을 발매하면서 데뷔했다. 보컬리스트 임예지는 타투이스트이며, 다른 밴드 구성원들은 다양한 밴드 경력을 가지고 있다. 그들은 이후 미국의 아이언 렁 레코즈(Iron Lung Records)와 계약했으며, 2019년 EP Vain Attempt를 발매했다.
2021년 그들은 첫 정규 음반 1집을 발매했다. 음반은 2022년 한국대중음악상에서 최우수 메탈 & 하드코어 음반 후보에 올랐다.
2023년, 그들은 두 번째 데모 음반인 Demo 2023을 발표했고, 스테레오검의 톰 브레이언은 그들을 "슬랜트는 올드 스쿨 하드코어 펑크의 광적인 순간을 만들어내고 있다"라고 평가한 바 있다.

## 음반 목록

### 정규 음반
- 1집 (2021)

### EP
- Vain Attempt (2019)

### 데모 음반
- Demo 2018 (2018)
- Demo 2023 (2023)